# NGC 3333
NGC 3333 es una gran galaxia espiral barrada  vista de perfil ubicada en la constelación Bomba Neumática. Su velocidad relativa al fondo cósmico de microondas es de 4.480  ±  23  km/s , lo que corresponde a una distancia de Hubble de 66,1 ± 4,6  Mpc (∼216  millones al ). Fue descubierto por el astrónomo británico John Herschel en 1835.
La clase de luminosidad de NGC 3333 es II-III y exhibe una amplia línea HI . También contiene regiones de hidrógeno ionizado  .
Hasta la fecha, cerca de quince mediciones no basadas en corrimiento al rojo ( redshift ) arrojan una distancia de 49,446 ± 10,976  Mpc (∼161  millones al ), que se encuentra fuera de los valores de la distancia de Hubble .